# Джебель-Касиюн
Джебель-Касйун (араб. جبل قاسيون‎) — гора в Сирии высотой 1151 м.
На юго-восточном подножии горы находится столица Сирии — Дамаск. На южном склоне горы находится смотровая площадка с ресторанами, барами и кафе, откуда открывается панорама столицы. На горе находятся антенны для трансляции телевидения и радио.

## Религиозное значение
В горе находится несколько пещер. В пещере крови (Магарат ад-Дамм) согласно легенде жил Адам — первый человек. Жители Дамаска утверждают, что здесь Каин убил своего брата Авеля. Отсюда название — пещера крови. Другая пещера, пещера сорока, получила название по тому, что здесь по легенде жил пророк Яхья со своей матерью 40 лет.

## Стратегическое значение
Поскольку с горы открывается вид на всю столицу, гора имеет важное стратегическое значение. Во время Гражданской войны в Сирии возле КПП «Касйун» на въезде в город Думмар (северо-западнее Дамаска) было взорвано самодельное взрывное устройство. Артиллерийские батареи Сирийской Арабской армии (САА) с горы Касйун обстреливали восточные и южные пригороды столицы — Джисрин, Кфар-Батна, Акраба, Бейт-Сахм, которые находились под контролем боевиков.